# Càlgac
Càlgac o Gàlgac (llatí Calgăcus o Galgăcus) va ser un cap tribal caledoni (en realitat, picte), que l'any 84 es va enfrontar amb el governador de la província romana de Britànnia, Gneu Juli Agrícola. Ho va fer en la batalla del mont Graupi, al capdavant d'un exèrcit d'entre 20.000 i 30.000 guerrers caledonis contra uns 20.000 legionaris romans i auxiliars, incloent-hi uns 8.000 genets aliats. Quan els caledonis van atacar als romans, aquests van llançar els seus pílums i, a conseqüència de la seua major disciplina, van rebutjar l'enemic, van envoltar amb la seua cavalleria els caledonis i els van fer fugir. En l'enfrontament, van morir 10.000 caledonis i uns 360 romans.

És cèlebre la frase que li atribueix Tàcit en el seu Agrícola, referida a l'imperialisme romà:
Ubi solitudinem faciunt, pacem apellant.

(Escampen la desolació i l'anomenen pau.)